# 爱别汗
爱别汗（?—?），钦察汗國君主，是昔班的后裔。
爱别汗原是钦察汗國的左翼蓝帐汗国的行军异密，爱别汗和马麦拥立的大汗马哈麻·不剌、阿斯特拉罕的哈只·彻尔客思、白帐汗国的兀鲁斯汗争位。1375年，爱别汗从哈只·彻尔客思手中夺得钦察汗國的首都萨莱，不久爱别汗的儿子合罕别占据萨莱，成为金帳汗國大汗。回历776年，兀鲁斯汗从合罕别手中夺得萨莱。